# Roxithromycine
La roxithromycine est un antibiotique (C41H76N2O15) de la classe des macrolides.